# Jávorvölgy
Jávorvölgy (románul: Păltineasa) település Romániában, Erdélyben, Beszterce-Naszód megyében.

## Fekvése
Bethlentől északra fekvő település, amely egy kis patakocska, a Valya Mori szűk völgyében fekszik, amely a község alatt több kis patakkal egyesülve, Dögmezőn átfolyva ömlik az Ilosva-patakba.

## Nevének eredete
Neve a román patin, pantin szóból származik, amely hegyláncot jelent.

## Története
Jávorvölgy nevét 1601-ben említette először oklevél Poltinacz, másként Vyfalw, Pontinaza változatokban. 1733-ban Pontinásza, 1750-ben Paltiassa,  1761-1762 között Pontinyásza, 1913-ban Jávorvölgy néven írták.
Jávorvölgy, Pontinásza egy oklevél tanusága szerint 1600-ban keletkezett, amikor a Mihály vajdával bejött oláhok közül egy csapat Dögmező határán telepedett meg, itt új falut alapított, amelyet „maguktól” Polinácznak neveztek el s így az Szészármához tartozott. A Torma család levéltárának adatai szerint pedig e falut Kún István telepitette az ispánmezei határra, és új adományt is nyert rá később. Legelső lakosa Moldován Tódor volt.
1612-ben Báthory Gábor megerősítette itteni birtokában monostorszegi Kún Istvánt. 1658-ban  és 1694-ben a Nápolyi családé, majd 1715-ben az örökös nélkül elhalt Nápolyi György e birtokát a kincstár elfoglalta, de annak Nápolyi özvegye Felvinczy Klára, leánya Ágnes, valamint Nápolyi Éva Budai Zsigmondné és Torma László ellentmondtak.
A falu lakosai kezdet óta Moldovából ide telepedett románok voltak, kiknek fő foglalkozása az állattenyésztés és földművelés volt.
A trianoni békeszerződés előtt Szolnok-Doboka vármegye Bethleni járásához tartozott.
1910-ben 139 román lakosa volt. Ebből 137 görögkatolikus, 2 izraelita volt.

## Nevezetességek
A falu 18. századi görögkatolikus fatemploma 2009-ben már romos állapotban állt csak. A műemlékké nyilvánított épületet 2017-ben restaurálták.